# 爱德华·佩因
爱德华·佩因（英語：Edward Pain，1925年7月15日—2000年1月6日），澳大利亚男子赛艇运动员。他曾代表澳大利亚参加1952年夏季奥林匹克运动会赛艇比赛，获得男子八人单桨有舵手铜牌。